# LT Возничего
LT Возничего (лат. LT Aurigae) — двойная затменная переменная звезда типа Алголя (EA) в созвездии Возничего на расстоянии (вычисленном из значения параллакса) приблизительно 4990 световых лет (около 1530 парсеков) от Солнца. Видимая звёздная величина звезды — от +15,4m до +13,7m. Орбитальный период — около 2,099 суток.

## Характеристики
Первый компонент — жёлто-белая звезда спектрального класса F. Радиус — около 1,87 солнечного, светимость — около 5,723 солнечных. Эффективная температура — около 6522 К.